# Алдено
Алдѐно (на италиански: Aldeno, на местен диалект: Naldem, Налдем) е малко градче и община в Северна Италия, автономна провинция Тренто, автономен регион Трентино-Южен Тирол. Разположено е на 212 m надморска височина. Населението на общината е 3086 души (към 2015 г.).